# روث بیدر گینزبرگ
روث جوان بِیدِر گینزبرگ (به انگلیسی: Ruth Joan Bader Ginsburg) (زاده ۱۵ مارس ۱۹۳۳ در نیویورک – درگذشته ۱۸ سپتامبر ۲۰۲۰ در واشینگتن، دی.سی.) قاضی دستیار در دیوان عالی ایالات متحدهٔ آمریکا بود. وی توسط بیل کلینتون نامزد شد و در ۱۰ اوت ۱۹۹۳ آغاز به کار کرد. روث گینزبرگ، دومین زن قاضی عالی پس از سندرا دی اوکانر بود. او به عنوان یک قاضی لیبرال در دادگاه عالی شناخته می‌شد و یهودی بود.
گینزبرگ در بروکلین، نیویورک زاده و بزرگ شد. خواهر بزرگتر او هنگامی که کودک بود درگذشت و مادرش کمی پیش از فارغ‌التحصیلی گینزبرگ از دبیرستان درگذشت. روث گینزبرگ سپس مدرک کارشناسی خود را در دانشکده حقوق کرنل به دست آورد و پیش از آغاز تحصیل در مدرسه حقوق هاروارد در دانشگاه هاروارد، جایی که یکی از معدود زنان در کلاس خود بود، با مارتین دی. گینزبرگ ازدواج کرد. گینزبرگ سپس به مدرسه حقوق کلمبیا رفت و در آنجا به عنوان شاگرد اول فارغ‌التحصیل شد. گینزبرگ پس از فارغ‌التحصیلی به استادی دانشگاه پرداخت. او استاد دانشکده حقوق دانشگاه راتگرز و دانشگاه کلمبیا بود و به عنوان یکی از معدود زنان در رشته خود، آئین دادرسی مدنی تدریس می‌کرد.

## زندگی‌نامه
گینزبورگ در ۱۵ مارس ۱۹۳۳ در خانواده‌ای یهودی در محله فلت‌بوش در منطقه بروکلین شهر نیویورک زاده شد. هنگامی که او کودک بود خواهر بزرگش درگذشت و مادرش که یکی از پشتیبانان او بود در فاصلهٔ کوتاهی پس از پایان دبیرستان گینزبرگ چشم از جهان فروبست. گینزبرگ در سال ۱۹۵۴ از دانشگاه کرنل فارغ‌التحصیل شد.
روث گینزبرگ در دانشگاه هاروارد با مارتین دی. گینزبرگ ازدواج کرد. او پس از بارداری، در محل کار، جایگاه خود را از دست داد و به جای پایین‌تری فرستاده شد. زیرا در دهه ۱۹۵۰ (میلادی) تبعیض علیه زنان باردار قانونی بود. به خاطر همین تجربه، بارداری دومش را از کارفرمای خود، پنهان کرد.
روث گینزبرگ در سال ۱۹۵۶ به مدرسهٔ حقوق دانشگاه هاروارد و کمی بعد به مدرسهٔ حقوق دانشگاه کلمبیا در نیویورک رفت و نخستین زنی بود که برای نشریهٔ حقوق هر دو دانشگاه کار کرد.
با اینکه شاگرد اول بود نمی‌توانست کار پیدا کند. خودش می‌گوید: «هیچ دفتر حقوقی در نیویورک استخدامم نمی‌کرد. از سه جهت مشکل داشتم: یهودی بودم، زن بودم، و مادر.»
سال ۱۹۶۳ گینزبرگ استاد مدرسه حقوق راتگرز شد. کلاس حقوق و زنان او یکی از نخستین درس‌های دانشگاهی در این حوزه بود و پروژهٔ حقوق زنان را در اتحادیه آزادی‌های مدنی آمریکا راه انداخت. در سال ۱۹۷۳ مشاور حقوقی اصلی این اتحادیه شد و با پرونده‌های تبعیض جنسیتی در دادگاه‌ها فعالیت می‌کرد.

## دادگاه تجدیدنظر ایالات متحده
در ۱۴ آوریل ۱۹۸۰ گینزبرگ توسط جیمی کارتر به عنوان قاصی در دادگاه استیناف حوزه ناحیه کلمبیای ایالات متحده آمریکا که پس از مرگ قاضی هارولد لونتال خالی شده بود معرفی شد. جیمی کارتر تلاش می‌کرد ترکیب دادگاه‌های فدرال را از یک‌دستی مردان سفیدپوست در بیاورد. گینزبرگ در ۱۸ ژوئن ۱۹۸۰ توسط مجلس سنای ایالات متحده آمریکا تأیید شد و بعداً همان روز کمیسیون خود را دریافت کرد. دوره خدمت گینزبرگ در ۹ اوت ۱۹۹۳ در مقام در دیوان عالی ایالات متحده به پایان رسید. او در زمان حضور خود به عنوان قاضی در ناحیه کلمبیا بیشتر با همکاران خود از جمله محافظه‌کاران رابرت بورک و انتونین اسکالیا اتفاق نظر می‌یافت. حضور وی در دادگاه، شهرت وی را به عنوان «حقوقدانی محتاط» و معتدل به دست آورد. دیوید اس. تاتل پس از انتصاب گینزبرگ به قاضی دادگاه عالی جایگزین او شد.

## دیوان عالی

### معرفی و نامزدی

گینزبرگ در ۱۴ ژوئن ۱۹۹۳ رسماً نامزدی جایگاه قاضی دیوان عالی ایالات متحده آمریکا را از رئیس‌جمهور بیل کلینتون پذیرفت.

در ۱۴ ژوئن ۱۹۹۳ بیل کلینتون، روث گینزبرگ را به عنوان دستیار دادگستری در دیوان عالی ایالات متحده آمریکا معرفی کرد تا صندلی خالی شده توسط قاضی بازنشسته بایرون وایت را پر کند. جنت رینو، دادستان کل ایالات متحده آمریکا گینزبرگ را به کلینتون، رئیس‌جمهور آن هنگام ایالات متحده، توصیه کرده بود. در زمان نامزدی، گینزبرگ به عنوان یک فرد معتدل شناخته می‌شد. گفته می‌شود کلینتون به دنبال افزایش تنوع دادگاه بود. کاری که گینزبرگ به عنوان تنها عدالت‌گرای یهودی از زمان استعفای ایب فورتاس در سال ۱۹۶۹ انجام داد. روث گینزبرگ دومین زن و نخستین زن عدالت یهودی دیوان عالی کشور بود. او سرانجام به طولانی‌ترین دوره حضور در نظام قضایی در بین یهودیان رسید. کمیته دائمی کانون وکلای دادگستری آمریکا گینزبرگ را «به خوبی واجد شرایط» ارزیابی کرد که بالاترین امتیاز برای دیوان عدالت است.

### فقه دیوان عالی کشور
گینزبرگ عملکرد خود را در دادگاه با رویکردی محتاطانه در برابر قضاوت توصیف می‌کرد. او اندکی پیش از معرفی به دادگاه در یک سخنرانی استدلال کرد که «به نظر می‌رسد در اصل، اقدامات ساده برای تصمیم‌گیری قانون اساسی و همچنین قانون عادی درست است». دانشمند حقوقی کس سانستاین، گینزبرگ را «یک ساده‌گرای منطقی» توصیف کرده‌است. حقوقدانی که می‌خواهد با احتیاط بر مبنای سابقه عمل کند نه اینکه قانون اساسی را به سمت چشم‌انداز خود سوق دهد.
با گذر زمان، گرایش گینزبرگ به چپ، بیشتر شد.

## دیدگاه

### حقوق بین‌الملل
گینزبرگ همچنین از قانون و هنجارهای خارجی برای شکل‌دادن به قانون اساسی ایالات متحده در نظرات قضایی پشتیبانی کرد. دیدگاهی که توسط برخی از همکاران محافظه‌کار وی رد شد.
گینزبرگ از استفاده از تعابیر خارج از قانون برای ارزش اقناعی و حکمت احتمالی پشتیبانی کرد. اعتماد خود گینزبرگ به حقوق بین‌الملل به زمان وکالت وی بازمی‌گردد.

### سقط جنین
روث گینزبرگ درباره حق زنان برای سقط جنین گفته بود: "شرط لازم برابری زن و مرد این است که زن تصمیم‌گیرنده باشد".

### فمینیسم
روث گینزبرگ باور داشت همه قضات دیوان عالی آمریکا باید زن باشند.

## مرگ
روث گینزبرگ در ۱۸ سپتامبر ۲۰۲۰ و در سن ۸۷ سالگی بر اثر سرطان لوزالمعده درگذشت. یک روز پیش از مرگش، از گینزبرگ در روز قانون اساسی تقدیر به عمل آمده و مدال آزادی ۲۰۲۰ توسط مرکز ملی قانون اساسی به او داده شد. گزارش شده که او در آرامستان ملی آرلینگتون و در کنار همسرش، مارتین دی. گینزبرگ، به خاک سپرده خواهد شد. به دنبال مرگ گینزبرگ، بیش از ۲۰ میلیون دلار از طریق اکت‌بلو به سیاستمداران گوناگون دموکرات اهدا شد.

### جانشینی
با مرگ گینزبرگ در سال انتخابات ریاست‌جمهوری، هشت قاضی در دیوان عالی باقی ماندند که از لحاظ شمار قضات محافظه‌کار در برابر قضات لیبرال، ترکیب ۵ در برابر ۳ را تشکیل می‌دهند. پیش از مرگ گینزبرگ، او در بیانیه‌ای دیکته‌شده به نوه‌اش کلارا اسپرا، یک وکیل، بیان کرد که مهم‌ترین آرزویش، این است که تا زمان روی کار آمدن رئیس‌جمهور جدید، جایگزینی برای او انتخاب نشود. میچ مکانل، رهبر اکثریت مجلس سنای ایالات متحده، قول داد که جانشین پیشنهادی ترامپ برای گینزبرگ را هر چه زودتر در مجلس سنا به رأی بگذارد.

## آثار درباره روث گینزبرگ
در سال ۲۰۱۸ مستندی به نام آربی‌جی دربارهٔ او ساخته شد.
هم چنین فیلم سینمایی «بر پایه جنسیت» روایتگر تلاش‌های وی در رابطه با تصویب قانون برابری مردان و زنان در ایالات متحدهٔ آمریکا است.